# Intervalltraining
Intervalltraining ist eine Trainingsmethodik im Sport, die durch abwechselnde Belastungs- und Erholungsphasen (Intervalle) gekennzeichnet ist. Dabei werden die Erholungsphasen von der Dauer und Intensität so gestaltet, dass sich der Organismus nicht vollständig erholen kann. Durch die unvollständige Erholung soll ein starker „Trainingsreiz“ gesetzt werden.
Intervalltraining hat je nach Ausprägung das Ziel, die Kraftausdauer, die Schnelligkeitsausdauer, die Laktattoleranz, den Laktatabbau, die maximale Sauerstoffaufnahme oder auch das Tempogefühl (z. B. Wettkampftempo) zu verbessern. Weiterhin kann das Intervalltraining zur Verbesserung und Ökonomisierung der Bewegungsabläufe (inter- und intramuskuläre Koordination) beitragen.
Diese Trainingsziele sind für viele Sportarten wichtig, dementsprechend ist diese Trainingsform weit verbreitet.
Sprinter, Mittelstrecken- und Langstreckenläufer, aber auch Radsportler, Schwimmer sowie Ruderer, Sportkletterer und Skilangläufer kennen das Intervalltraining als sportartspezifische Wettkampfvorbereitung. In der neueren Forschung beschäftigt man sich auch mit der Bedeutung des Intervalltrainings für die kardiologische Rehabilitation.
Als Erfinder der Intervallmethode wird immer wieder der Langstreckenläufer Emil Zátopek genannt, der auf Grund seines trainingsmethodischen Wissensvorsprungs seinen Gegnern im Wettkampf vielfach überlegen war. Das Intervalltraining erlangte Dominanz im Laufsport gegenüber dem zuvor bedeutenden „Stil-Training“, da Zátopek überaus unökonomisch lief – das Stil-Training, das sehr auf disziplinspezifische Bewegungs(Lauf)Ökonomie achtete, verlor jedoch nur vorübergehend an Bedeutung. Trainer wie Mihály Iglói kombinierten beide Methoden und waren damit über ein Jahrzehnt international sehr erfolgreich.

## Sportartspezifisches Intervalltraining im Langstreckenlauf
Im Langstreckenlauf ist die Intervallmethode heute ein allgemein anerkanntes Trainingsmittel.
Dabei wird das Tempo in der Regel während der Belastungsphase so gewählt, dass der Athlet während aller Wiederholungen das Tempo bzw. die Belastung konstant halten kann.
Typische Intervalltrainings für den 10.000-Meter-Läufer sind Distanzen über 200, 300, 400 und 1000 m, während der Marathonläufer sich mit längeren Strecken vorbereitet. Hier werden häufig 200 bis 400 m für das Training der Grundschnelligkeit gewählt und Distanzen über 1000 bis 5000 m dienen dem Training des Wettkampftempos. Die Herzfrequenz steigt beim Intervalltraining in der Belastung auf 90 % bis knapp unter 100 % des Maximalpulses bei den kurzen Intervalltrainings, während sich der Puls bei einem Intervalltraining im Marathon-Wettkampftempo etwa bei 85 % des Maximalpulses einspielt. Dennoch findet die Steuerung der Trainingsintensität nicht über die Herzfrequenz, sondern über die Zeit pro Strecke (pace) statt, da aufgrund der kurzen Belastung der Puls stark ansteigt und eine Trainingssteuerung hier nicht praktikabel wäre. Werden die Streckenlängen variiert, so empfiehlt es sich, von lang zu kurz zu verändern und nicht von kurz auf lang, d. h. 500-400-300-200-100 m bringt bessere Resultate als 100-200-300-400-500 m, selbst wenn Geschwindigkeit und Pausen zwischen beiden Gruppen identisch sind.

### Trainingsformen und Trainingsziele
Das Intervalltraining wird verschiedenen Kategorien zugeordnet.

#### Tempodauerläufe
- Herzfrequenz: 85–90 % der maximalen Herzfrequenz
- Stoffwechsel: aerob-anaerober Mischstoffwechsel
- Belastungsphasen: 2–4 × 2000 bis 5000 Meter
- Erholungsphasen: 3–5 Minuten aktive Erholung (Gehen oder Traben)
- Trainingsziele: Entwicklung der Grundlagenausdauer auf hohem Niveau, Verbesserung des Laktatabbaus

Im Marathontraining wird diese Trainingsform des Intervalltrainings benutzt, um im Marathon-Renntempo den Körper schrittweise an die Wettkampf-Belastung heranzuführen.

#### Extensive 1000-m-Läufe
- Belastungsphasen: 4–6 × 1000 Meter bei 95 bis 97 % des 10-km-Wettkampftempos bis 15 × 1000 Meter bei 90 bis 95 % des 10-km-Wettkampftempos
- Erholungsphasen: 2–3 Minuten Trabpause, bis die Herzfrequenz in den Erholungsbereich gesunken ist
- Trainingsziele: Entwicklung der Grundlagenausdauer auf hohem Niveau

#### Intensive Berg- und Treppenläufe
- Belastungsphase: 1–2 Minuten
- Erholungsphase: 2–3 Minuten
- Trainingsziele: Kraftausdauerfähigkeit

## Vorteile des Intervalltrainings
Das Intervalltraining stellt eine sehr zeiteffiziente und effektive Trainingsmethode dar, wie eine zunehmende Zahl an wissenschaftlichen Arbeiten belegt. So konnte gezeigt werden, dass man mit kurzen, aber sehr intensiven Belastungsphasen (z. B. 30 Sekunden) im Wechsel mit ebenfalls kurzen Erholungsphasen (z. B. 4 Minuten) – entsprechend nur wenigen Minuten Intervalltraining pro Tag – dieselben Ergebnisse (z. B. hinsichtlich Leistungsfähigkeit der Muskulatur) erzielen kann wie durch ein 90- bis 120-minütiges traditionelles Ausdauertraining bei moderater Intensität. Eine weitere Studie kam zudem zu dem Schluss, dass gerade das sogenannte HIIT (Hochintensitäts-Intervalltraining, engl.: high-intensity interval training, abzugrenzen vom High Intensity Training im Kraftsport) eine nicht nur zeitsparende und hocheffektive, sondern auch sehr sichere Trainingsvariante darstellt. Die Autoren schlussfolgerten, dass zehn einminütige Sprints bei einer Intensität von etwa 95 % der maximalen Herzschlagfrequenz auf einem stationären Trainingsrad, unterbrochen von je einer Minute Pause dazwischen, denselben positiven Effekt auf die Muskulatur haben wie viele Stunden konventionellen Langzeit-Fahrradfahrens bei geringerer Belastungsintensität.

## Nachteile des Intervalltrainings
Da die Belastungen immer nur über kurze Zeiträume aufrechterhalten werden müssen, können die Athleten mit hoher Intensität trainieren. Diese hohe Belastung für den Organismus kann bei ungenügend trainierten Athleten zu einer Schädigung – vor allem des Bewegungsapparates – führen. So können sich Läufer beispielsweise Verletzungen an der Achillessehne zuziehen, da die Anpassung an Trainingsreize durch die geringere Durchblutung in Sehnen, Bändern, Gelenken und Knochen (passiver Bewegungsapparat) dort viel länger dauert als in den gut durchbluteten Skelettmuskeln.